# Mustasaari (ö i Finland, Mellersta Finland, Keuruu, lat 62,14, long 24,64)
Mustasaari är en halvö i Finland. Den ligger i sjön Keurusselkä och i kommunen Keuru i den ekonomiska regionen  Keuru ekonomiska region  och landskapet Mellersta Finland, i den södra delen av landet, 220 km norr om huvudstaden Helsingfors.